# Alimentador Puno (Metropolitano)
El servicio AN-06 o alimentador Puno del Metropolitano conecta el terminal Naranjal con los distritos de Independencia y Comas.

## Características

### Horarios
| Servicio Alimentador | Lunes a viernes         | Lunes a viernes | Sábado                  | Sábado        | Domingo                 | Domingo       |
| Servicio Alimentador | Hacia Terminal Naranjal | Hacia Vallejo   | Hacia Terminal Naranjal | Hacia Vallejo | Domingo                 | Domingo       |
| Servicio Alimentador | Hacia Terminal Naranjal | Hacia Vallejo   | Hacia Terminal Naranjal | Hacia Vallejo | Hacia Terminal Naranjal | Hacia Vallejo |
| -------------------- | ----------------------- | --------------- | ----------------------- | ------------- | ----------------------- | ------------- |
| Expreso Mañana       | 05:00 - 09:00           | 05:30 - 09:00   | Sin servicio            | Sin servicio  | Sin servicio            | Sin servicio  |
| Regular              | 09:00 - 17:00           | 09:00 - 17:00   | 05:00 - 23:30           | 05:30 - 00:00 | 05:00- 22:30            | 05:30- 23:00  |
| Regular              | 21:00 - 23:30           | 21:00 - 0:00    | 05:00 - 23:30           | 05:30 - 00:00 | 05:00- 22:30            | 05:30- 23:00  |
| Expreso Noche        | 17:00 - 21:00           | 17:00 - 21:00   | Sin Servicio            | Sin Servicio  | Sin Servicio            | Sin Servicio  |

### Tarifas
| Usuarios    | Regular | Expreso |
| ----------- | ------- | ------- |
| General     | S/ 1.50 | S/ 1.00 |
| Estudiantes | S/ 0.75 | S/ 0.50 |
| CONADIS     | Gratis  | Gratis  |

## Recorrido
| Ida Puno        | Estación Naranjal Embarque 16 - Av. Túpac Amaru - Av. Puno - Jr. César Vallejo.                                                       |
| Vuelta Naranjal | Jr. Cerro de Pasco - Jr. San Ramón - Av. Puno - Av. Túpac Amaru - Av. Chinchaysuyo - Av. Túpac Amaru - Estación Naranjal Embarque 16. |

## Paraderos
Los paraderos varían según el horario y el servicio Alimentador que esté en operación. 
| N° | Paradero                        | Común con   |
| -- | ------------------------------- | ----------- |
| 1  | Terminal Naranjal (embarque 16) |             |
| 2  | La Cincuenta                    | AN-08       |
| 3  | La Merced                       | AN-07       |
| 4  | Politécnico                     | AN-07 AN-08 |
| 5  | Cueto Fernandini                | AN-07 AN-08 |
| 6  | Correo                          | AN-07       |
| 7  | España                          | AN-07       |
| 8  | Edelnor                         |             |
| 9  | Lima                            |             |
| 10 | Piura                           |             |
| 11 | La Habana                       |             |
| 12 | Progreso                        |             |
| 13 | Vallejo (Final)                 |             |

| N° | Paradero                        | Común con   |
| -- | ------------------------------- | ----------- |
| 1  | Vallejo                         |             |
| 2  | 24 de Agosto                    |             |
| 3  | La Habana                       |             |
| 4  | Piura                           |             |
| 5  | Lima                            |             |
| 6  | Túpac Amaru                     |             |
| 7  | España                          | AN-07       |
| 8  | Correo                          | AN-07       |
| 9  | Mega 80                         | AN-07 AN-08 |
| 10 | Politécnico                     | AN-07 AN-08 |
| 11 | La Merced                       | AN-07       |
| 12 | La Cincuenta                    | AN-08       |
| 13 | Terminal Naranjal (embarque 16) |             |

| N° | Paradero                        | Común con |
| -- | ------------------------------- | --------- |
| 1  | Terminal Naranjal (embarque 16) |           |
| 2  | La Merced                       | AN-07     |
| 3  | Politécnico                     | AN-07     |
| 4  | Edelnor                         |           |
| 5  | Lima                            |           |
| 6  | Piura                           |           |
| 7  | La Habana                       |           |
| 8  | Progreso                        |           |
| 9  | Vallejo                         |           |

| N° | Paradero                        | Común con   |
| -- | ------------------------------- | ----------- |
| 1  | Vallejo                         |             |
| 2  | 24 de Agosto                    |             |
| 3  | La Habana                       |             |
| 4  | Piura                           |             |
| 5  | Lima                            |             |
| 6  | Túpac Amaru                     |             |
| 7  | España                          | AN-07       |
| 8  | Correo                          | AN-07       |
| 9  | Mega 80                         | AN-07 AN-08 |
| 10 | Politécnico                     | AN-07 AN-08 |
| 11 | La Merced                       | AN-07       |
| 12 | La Cincuenta                    | AN-08       |
| 13 | Terminal Naranjal (embarque 16) |             |

| N° | Paradero                        | Común con   |
| -- | ------------------------------- | ----------- |
| 1  | Terminal Naranjal (embarque 16) |             |
| 2  | La Cincuenta                    | AN-08       |
| 3  | La Merced                       | AN-07       |
| 4  | Politécnico                     | AN-07 AN-08 |
| 5  | Cueto Fernandini                | AN-07 AN-08 |
| 6  | Correo                          | AN-07       |
| 7  | España                          | AN-07       |
| 8  | Edelnor                         |             |
| 9  | Lima                            |             |
| 10 | Piura                           |             |
| 11 | La Habana                       |             |
| 12 | Progreso                        |             |
| 13 | Vallejo                         |             |

| N° | Paradero                        | Común con   |
| -- | ------------------------------- | ----------- |
| 1  | Vallejo                         |             |
| 2  | 24 de Agosto                    |             |
| 3  | La Habana                       |             |
| 4  | Piura                           |             |
| 5  | Lima                            |             |
| 6  | Túpac Amaru                     |             |
| 7  | Politécnico                     | AN-07 AN-08 |
| 8  | La Merced                       | AN-07       |
| 9  | Terminal Naranjal (embarque 16) |             |